# 崔妃 (河南王妃)
崔妃（?—?），名失考，郑州刺史、黄台县公崔弘昇之女，元德太子杨昭之妻。
崔妃的姑妈嫁秦王杨俊为王妃，当时杨昭的父亲杨广还是晋王。后来秦王妃以罪被杀，河南王妃也被牽連废黜。崔妃的大伯崔弘度称病于家。隋炀帝即位，在605年立河南王杨昭为太子，隋煬帝考慮重立楊昭前妻河南王妃崔氏為太子妃，遣宦官到崔弘昇家宣旨。崔弘度不知。使者返，隋炀帝问：“弘度有何言？”使者说：“弘度称有疾不起。”隋炀帝默然，重立崔氏之事作罢。